# Lyn Fotball Damer
Ne doit pas être confondu avec FK Lyn.
Actualités
Le Lyn Fotball Damer est un club norvégien de football féminin basé à Oslo, fondé en 2000 ; il fait partie du club omnisports Ski- og Fotballklubben Lyn. 

## Histoire
Le SFK Lyn Kristiania est fondé le 3 mars 1896, avec une section football et une section ski. En 1995, le club se renomme SFK Lyn Oslo. En 2000, est créée une section de football féminin en collaboration avec un autre club de la région, au début il n'existe que des équipes jeunes. L'équipe senior est formée en 2009 et démarre au cinquième niveau du football féminin norvégien. En 2010, après la faillite de la section professionnelle le club se renomme Lyn Fotball.
En 2013, après trois promotions successives le club monte en 1. Divisjon, la deuxième division. En 2016, Lyn termine à la deuxième place et échoue lors des barrages pour la montée en première division contre Medkila (3-4 et 0-2). Cependant la saison suivante en 2017, le club est promu directement en Toppserien 2018.
À la fin de sa première saison dans l'élite, Lyn termine à l'avant-dernière place et se maintiendra lors des barrages. La saison suivante le club devra à nouveau passer par les barrages pour assurer son maintien.